# Tabuenca
Tabuenca – gmina w Hiszpanii, w prowincji Saragossa, w Aragonii, o powierzchni 85,72 km². W 2011 roku gmina liczyła 387 mieszkańców.